# Dam tot Damloop 1994
De Dam tot Damloop 1994 werd gehouden op zondag 18 september 1994. Het was de tiende editie van deze loop. De wedstrijd liep van Amsterdam naar Zaandam en had een lengte van 10 Engelse mijl (16,1 km).
Bij de mannen finishte de Keniaan Charles Omwoyo als eerste in 45.50. Hij bleef met zijn tweede overwinning (in 1992 won hij deze loop al eens) zijn landgenoot Thomas Osano slechts twee seconden voor. De Keniaanse Hellen Kimaiyo won de wedstrijd bij de vrouwen in 52.28. Bij deze editie was nieuw, dat de finishttijden per barcode werden geregistreerd. In totaal namen 12.820 deelnemers deel aan de 10 Engelse mijl en 1700 deelnemers aan de minilopen.

## Wedstrijd
Mannen
| rang   | naam               | land | tijd  |
| ------ | ------------------ | ---- | ----- |
| Goud   | Charles Omwoyo     | KEN  | 45.50 |
| Zilver | Thomas Osano       | KEN  | 45.52 |
| Brons  | Simon Lopuyet      | KEN  | 45.58 |
| 4      | Martin McCloughlin | ENG  | 47.52 |
| 5      | Zbigniew Nadolski  | POL  | 47.53 |
| 6      | Jan Huruk          | POL  | 47.57 |
| 7      | John September     | RSA  | 47.58 |
| 8      | Marco Gielen       | NED  | 48.05 |
| 9      | René Godlieb       | NED  | 48.10 |
| 10     | Willie Mtolo       | RSA  | 48.25 |

Vrouwen
| rang   | naam               | land | tijd  |
| ------ | ------------------ | ---- | ----- |
| Goud   | Hellen Kimaiyo     | KEN  | 52.28 |
| Zilver | Tegla Loroupe      | KEN  | 52.43 |
| Brons  | Joyce Chepchumba   | KEN  | 53.55 |
| 4      | Conceicao Ferreira | POR  | 54.27 |
| 5      | Jane Salumae       | EST  | 55.05 |
| 7      | Carla Beurskens    | NED  | 55.50 |

1985 ·
1986 ·
1987 ·
1988 ·
1989 ·
1990 ·
1991 ·
1992 ·
1993 ·
1994 ·
1995 ·
1996 ·
1997 ·
1998 ·
1999 ·
2000 ·
2001 ·
2002 ·
2003 ·
2004 ·
2005 ·
2006 ·
2007 ·
2008 ·
2009 ·
2010 ·
2011 ·
2012 ·
2013 ·
2014 ·
2015 ·
2016 ·
2017 ·
2018 ·
2019